# يان إيبرل
يان إيبرل (بالتشيكية: Jan Eberle)‏ هو لاعب هوكي الجليد تشيكي، ولد في 20 مايو 1989 في كلادنو في التشيك.

## وصلات خارجية
- يان إيبرل على موقع EliteProspects.com (الإنجليزية)
- يان إيبرل على موقع HockeyDB.com (الإنجليزية)